# Meatless Flyday
Pour plus de détails, voir Fiche technique et Distribution.
Meatless Flyday est un cartoon Merrie Melodies sorti le 29 janvier 1944, réalisé par Friz Freleng et mettant en scène une mouche face à une araignée qui veut l'attraper.

## Résumé
Une grosse araignée mâle rigolarde essaye de piéger une mouche avec un morceau de sucre attaché à un fil. Mais la mouche s'envole avec le sucre et coupe le fil : l'araignée tombe dans le sucrier. La mouche fait de la « voltige » entre deux crochets au mur. Elle « rate » sa réception et tombe. L'araignée s'apprête à la gober mais la mouche arrête sa chute à l'aide de ses ailes et l'araignée referme sa bouche sur du vide. Puis celle-ci se mêle aux acrobaties de la mouche comme partenaire qui la réceptionne. Mais la mouche s'en débarrasse par un gros baiser puis elle lui brûle les pattes avec des allumettes enflammées. Elle tombe et se prend pour un avion japonais « zéro »... qui s'aplatit au sol ! 
Une nouvelle idée germe chez l'araignée : elle dispose dans une assiette de la grenaille recouverte de sucre. Une fois que la mouche a avalé plusieurs de ces sucreries lestées, elle n'arrive plus à décoller quand elle voit sa chasseuse se présenter. Elle fuit en courant mais il suffit à l'araignée d'utiliser un puissant aimant pour la ramener à elle. L'aimant est cependant trop puissant, car il attire aussi tout ce qui en fer, notamment des couteaux qui viennent se planter à côté d'elle ! Elle croit en avoir fini mais un tranchoir se fiche sur son pied. Heureusement, elle a eu le temps de rentrer ses doigts de pieds avant (qu'elle recompte) !   
Peu après, la mouche, bouquet à la main, a pris la place de la figurine de la mariée sur un gâteau de mariage. L'araignée, déguisée, en profite pour remplacer la figurine du marié et s'apprête à embrasser la mouche. Mais au moment fatidique, elle se remplace par un pétard. Suit une course poursuite dans des conduites de la maison, où l'araignée finit par attraper la mouche. La tête revêtue d'une coiffe de cuisinier, elle aiguise son grand couteau et s'apprête à dévorer la mouche, quand celle-ci lui indique le calendrier. L'araignée voit alors que ce jour est le 27 septembre, un « mardi sans viande » (en référence au « lundi sans viande » (Meatless Monday) au temps des rationnements volontaires de la Première Guerre mondiale). L'araignée, révoltée, court à la Maison-Blanche pour crier au gouvernement son désespoir !

## Fiche technique
Source IMDb
- Réalisateur : Friz Freleng (comme Charles M. Jones)
- Scénariste : Michael Maltese
- Producteur : Leon Schlesinger (Leon Schlesinger Studios)
- Musique  : Carl W. Stalling (non crédité)
- Montage et technicien du son (effets sonores) : Treg Brown (non crédité)
- Distributions : Warner Bros. (1944) (cinéma)
- Genre : dessin animé comique
- Durée : 6 minutes
- Langue originale : anglais
- Son : mono
- Format : couleur Technicolor - 1,37 : 1 - 35 mm
- Date de sortie : 
  - États-Unis : 29 janvier 1944

### Animation
- Jack Bradbury : animateur (seul crédité au générique)
- Ken Champin : animateur
- Gerry Chiniquy : animateur
- Owen Fitzgerald : agencement (non crédité)
- Lenard Kester : arrière-plan
- Manuel Perez : animateur
- Lloyd Turner : intervaliste

## Musique
- Carl W. Stalling :  directeur musical
- Milt Franklyn :  orchestrateur (non crédité)

## Distribution

### Version originale
Source IMDb
- Mel Blanc (non crédité) : cri de l'araignée
- Cy Kendall (non crédité) : voix de l'araignée

## À propos deMeatless Flyday
Le titre est un jeu de mots entre Meatless Friday, vendredi sans viande (dans la tradition chrétienne), et Meatless Flyday, jour de la mouche sans viande.
L'araignée fait référence à Bugs Bunny, la star des Merrie Melodies. Quand la mouche fait ses acrobaties sur les crochets, il rit et la compare, avec ses tours étranges, à un « Bugs Bunny du pauvre ».